# Aldo de Nigris
Jesús Aldo de Nigris Guajardo (Monterrey, 22 juli 1983) is een Mexicaans voetballer die bij voorkeur als aanvaller speelt. Hij verruilde in 2015 CD Guadalajara voor CF Monterrey. Hij debuteerde in 2010 als Mexicaans international.

## Clubcarrière
Op 15 november 2009 stierf Aldo de Nigri's broer Antonio, op dat moment speler van AE Larissa, aan een hartaanval. Zes dagen later maakte hij het enige doelpunt in een wedstrijd tegen Club América. Hij droeg het doelpunt op aan zijn overleden broer. Een jaar later won de Nigris zijn tweede landstitel met CF Monterrey. In 2011 won het de CONCACAF Champions League door in de finale het Amerikaanse Real Salt Lake te verslaan. Op 6 juni 2013 zette de Nigris zijn handtekening onder een driejarig contract bij CD Guadalajara, dat een bedrag van vier miljoen euro op tafel legt voor de aanvaller. Na twee jaar keerde hij terug in Monterrey.

## Interlandcarrière
De Nigris werd in februari 2010 voor het eerst opgeroepen voor Mexico. Hij debuteerde op 24 februari 2010 tegen Bolivië als invaller. Op 3 maart 2010 startte hij in de basiself tegen Nieuw-Zeeland. Door een enkelblessure zag hij het WK 2010 in Zuid-Afrika aan zijn neus voorbijgaan. Op 29 maart 2011 scoorde hij zijn eerste interlanddoelpunt in een oefeninterland tegen Venezuela. In 2013 nam hij met Mexico deel aan de Confederations Cup, waar het team in de eerste ronde werd uitgeschakeld.